# Centrul Județean de Proiectare din Suceava

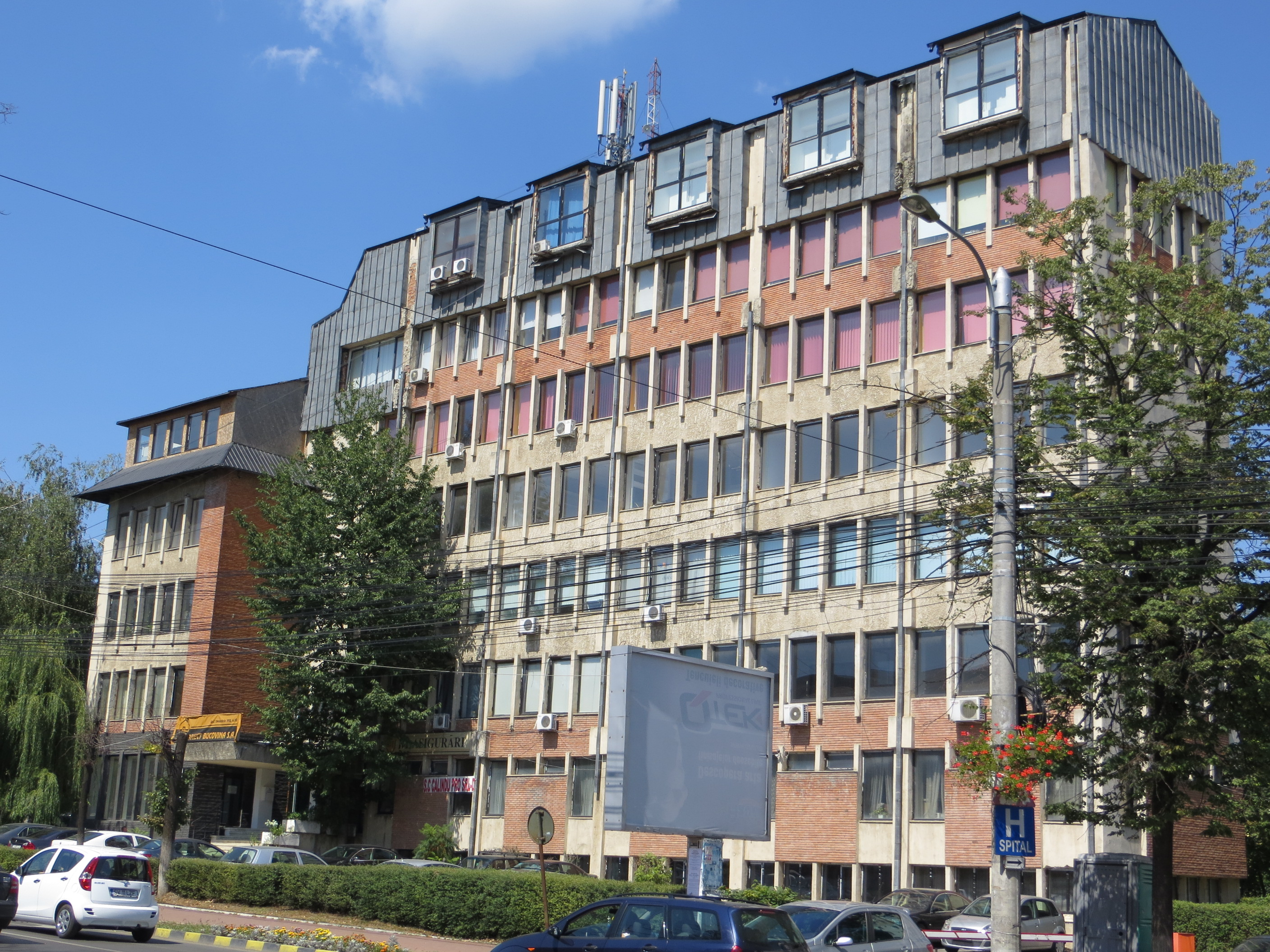
Clădirea Institutului de Proiectări din Suceava (2013)

Centrul Județean de Proiectare din Suceava (cunoscut și sub numele Institutul de Proiectări din Suceava) a fost o instituție aflată în municipiul Suceava, ce își desfășura activitatea în domeniul proiectărilor. A funcționat într-o clădire construită în anul 1983 în partea de sud-vest a orașului, în cartierul Areni, pe bulevardul 1 Mai nr. 10. Construcția se compune din patru corpuri, a căror legătură este asigurată atât pe verticală cât și pe orizontală. Clădirea adăpostește la demisol arhiva și biblioteca tehnică, iar la parter dispune de o sală cu funcțiuni multiple: avizări, expoziții, expuneri, conferințe etc. Clădirea este finisată la exterior cu praf de piatră, placaje din cărămidă Bratca, roșie, neglazurată. În prezent, spațiile clădirii găzduiesc Centrul de Afaceri „Bucovina”.